# موزه دریانوردی روان
موزه دریانوردی روان (فرانسوی: musée maritime fluvial et portuaire de Rouen‎) یا موزه دریانوردی رودخانه‌ای و بندرگاهی روان یک موزه در شهر روان، فرانسه است.
این موزه که در سال ۱۹۹۹ تأسیس شده در سال حدود ۱۰٬۰۰۰ نفر بازدیدکننده دارد.

## بخش‌های موزه
- تاریخ بندر و عکس‌هایی از تخریب‌های جنگ جهانی دوم
- زیرساخت‌های بندر و تجهیزات عبور از رودخانه سن
- ناوبری رودخانه
- کشتی‌سازی
- شکار نهنگ
- تاریخ زیردریایی

## نگارخانه

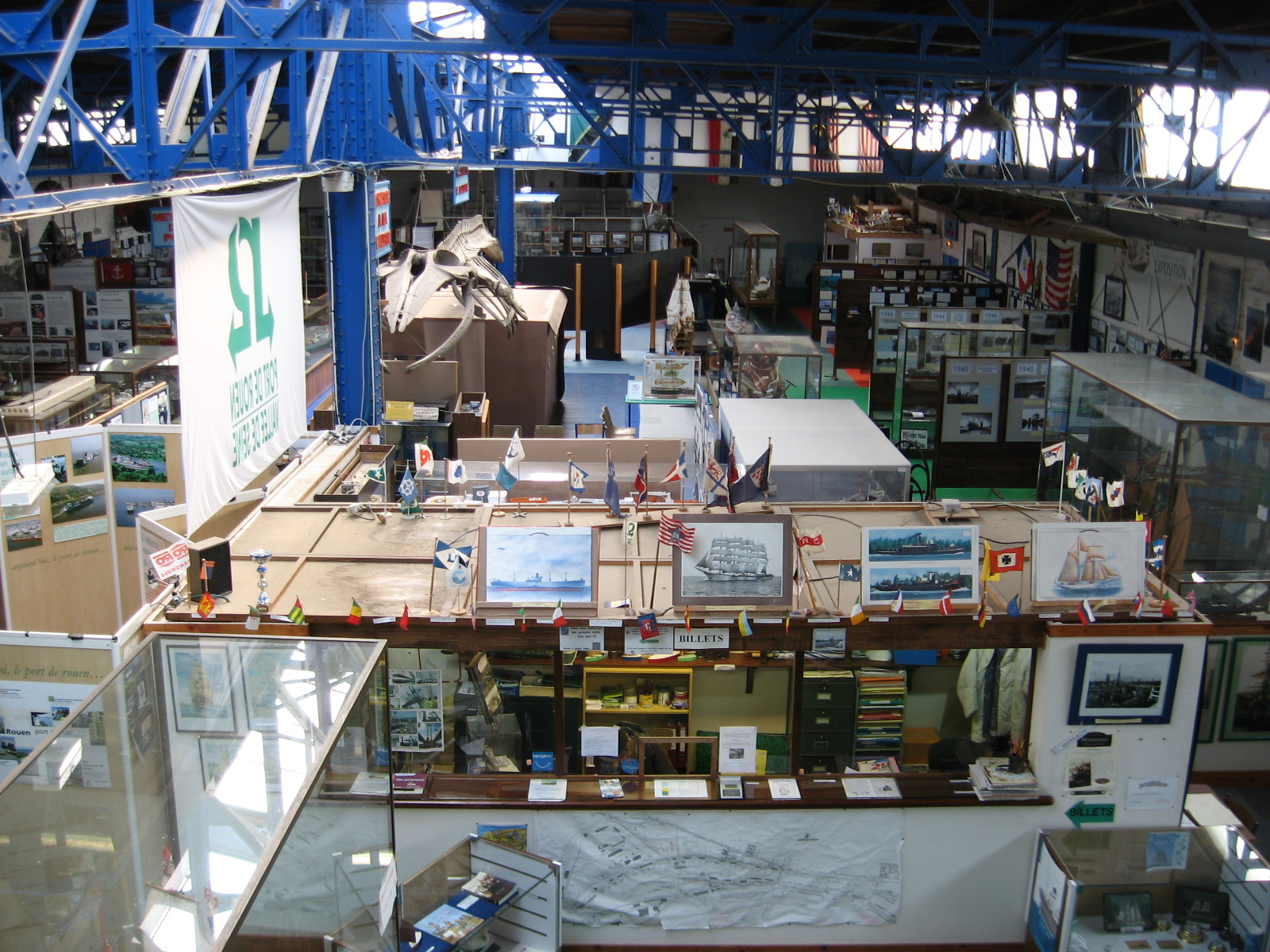
General view of the museum
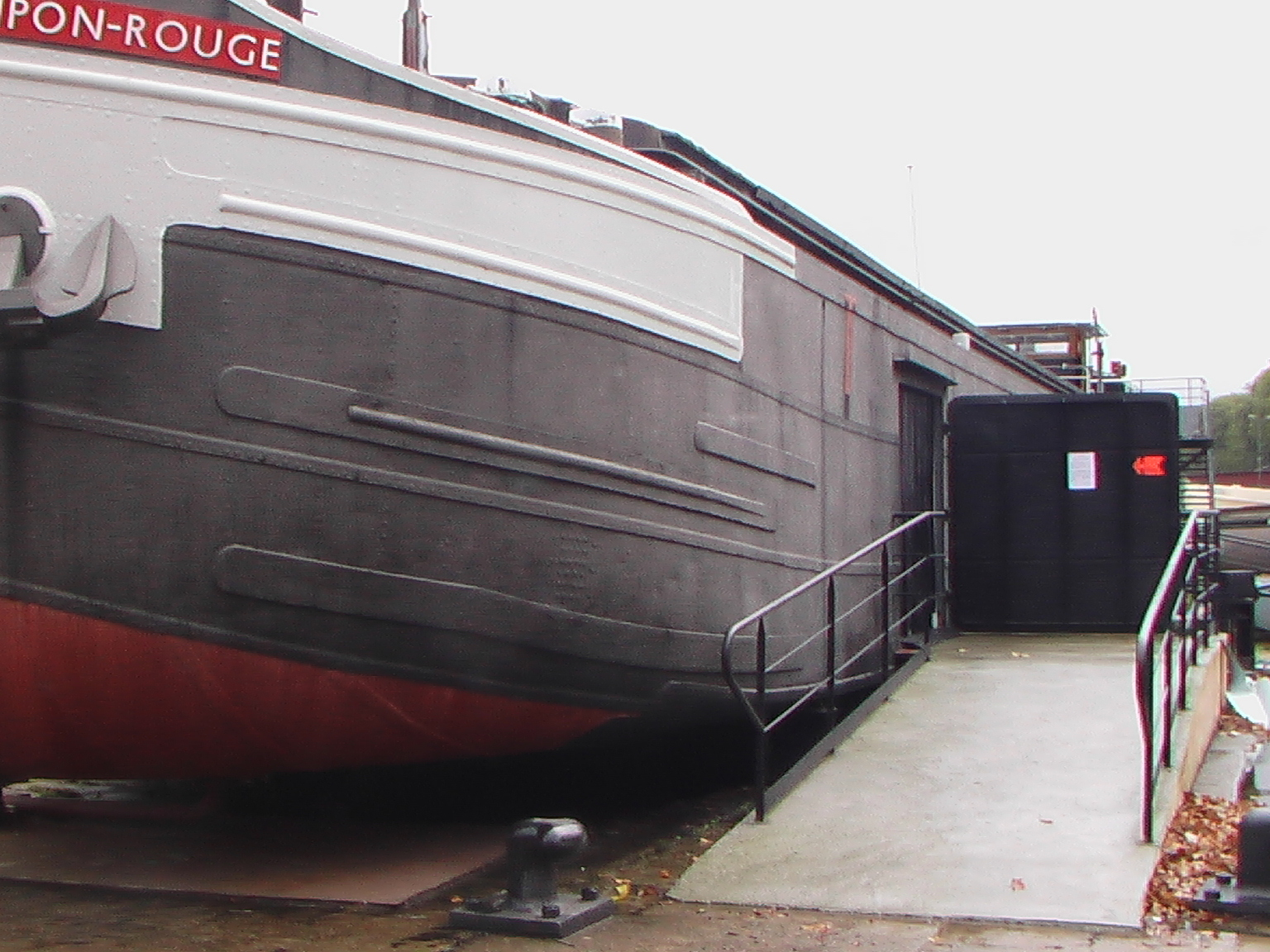
The barge Pompon Rouge, now an exhibition space
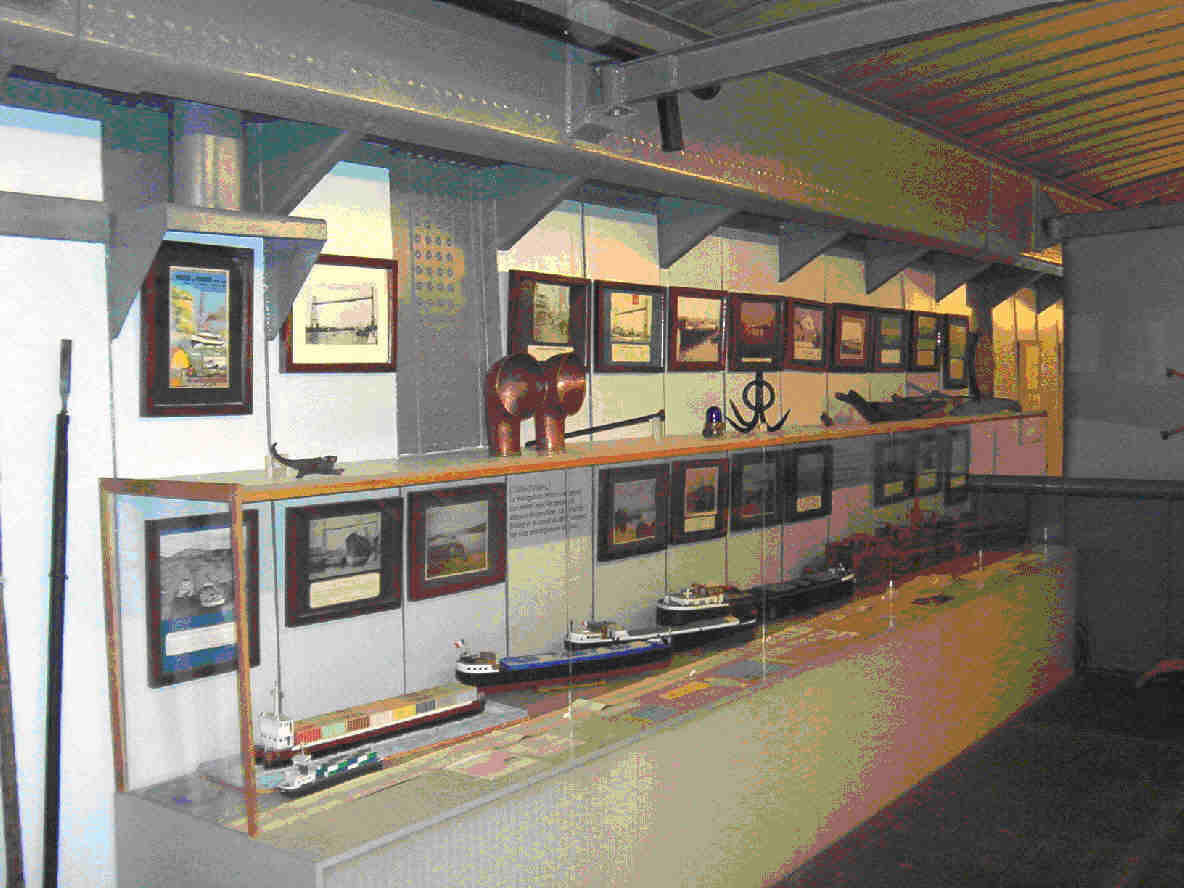
The hold of the barge, with the permanent exhibition on river navigation
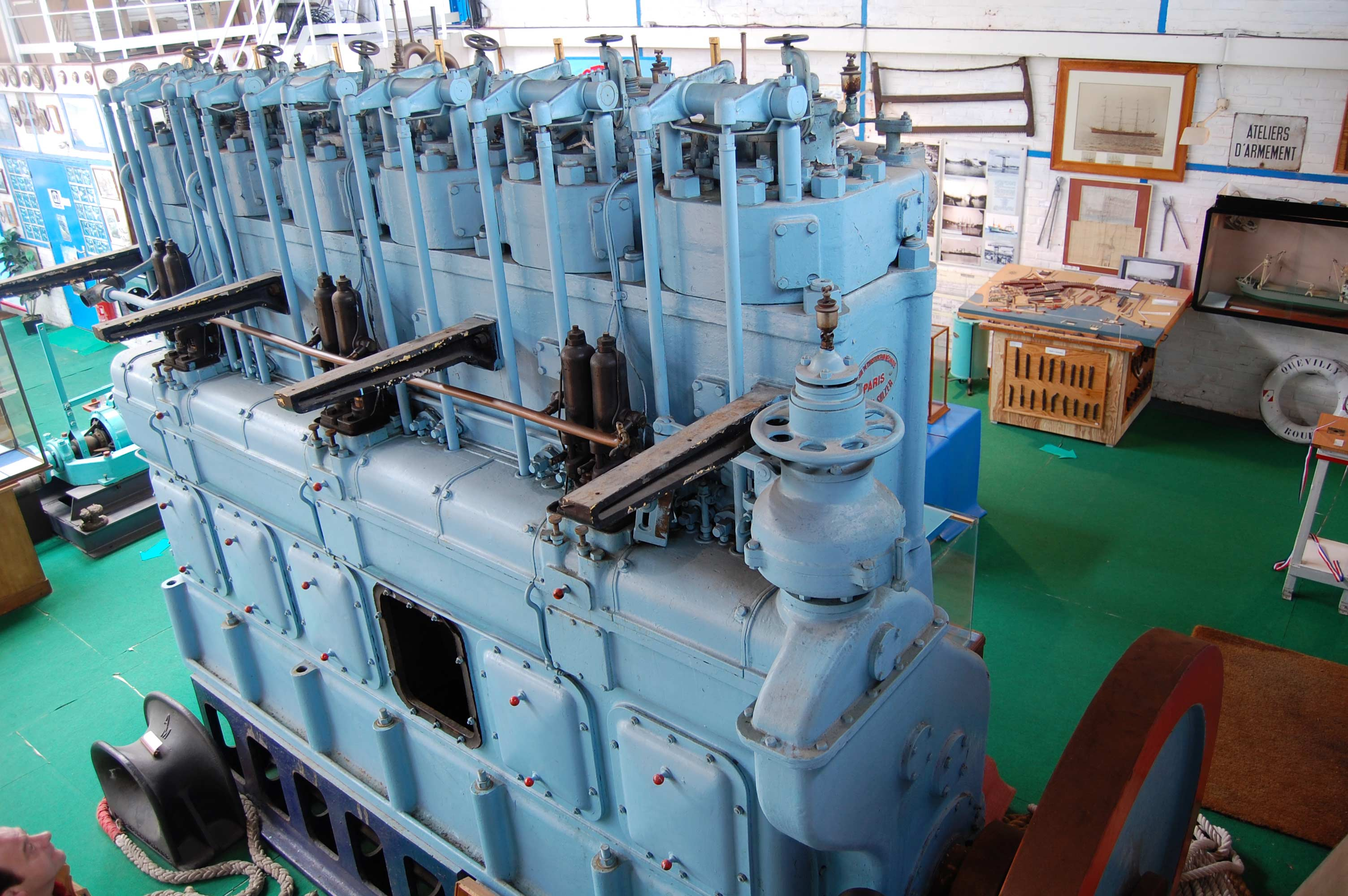
28–tonne, 400 hp Sulzer motor (1937) which powered a trawler
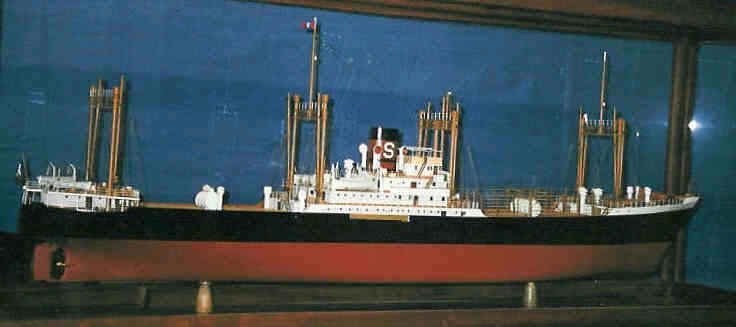
Model of the Marie-Louise Schiaffino, a ship which often docked in front of Building 13
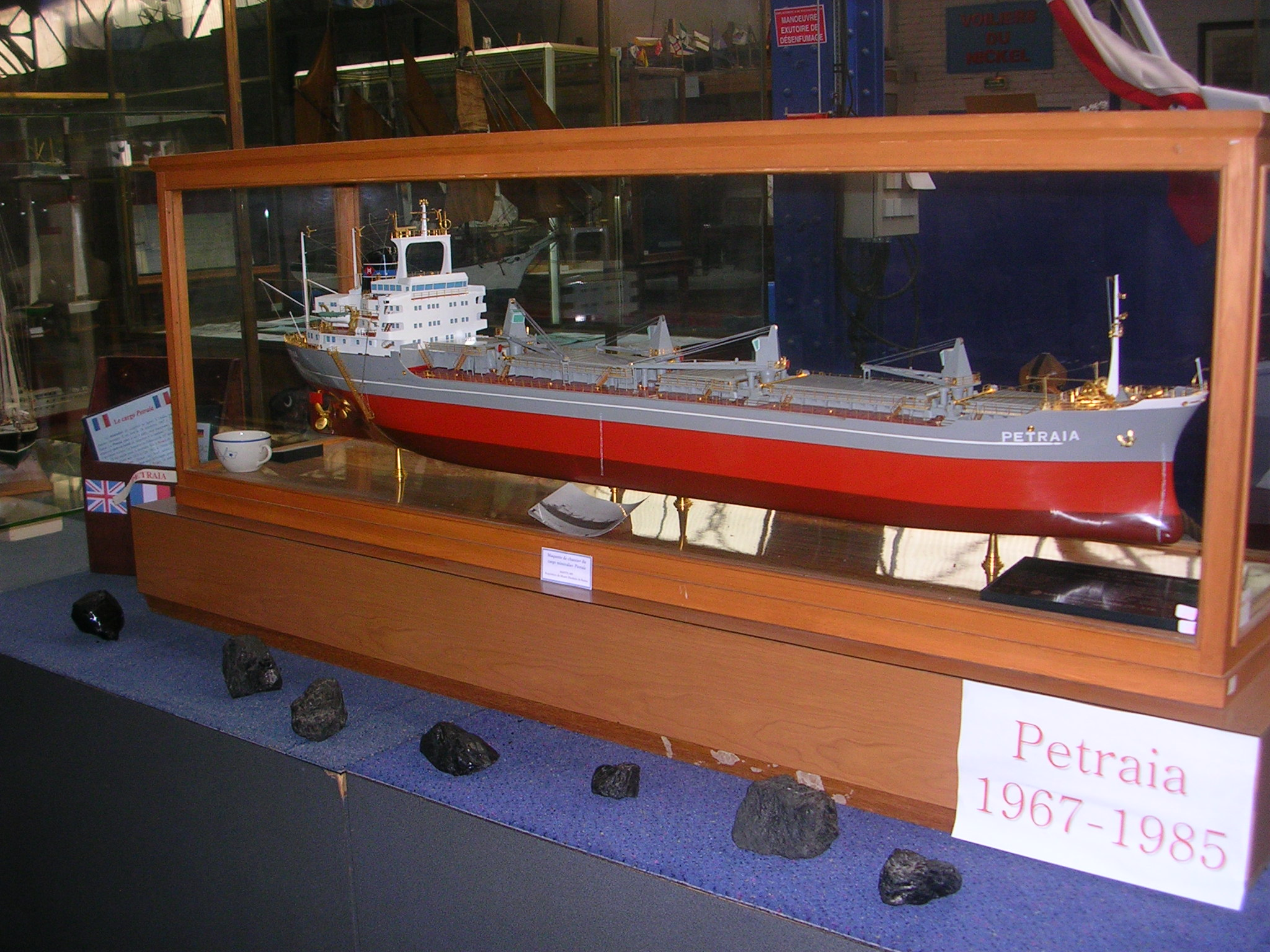
Model of the Petraia, a ship which docked often at the coal dock, across the Seine from Building 13
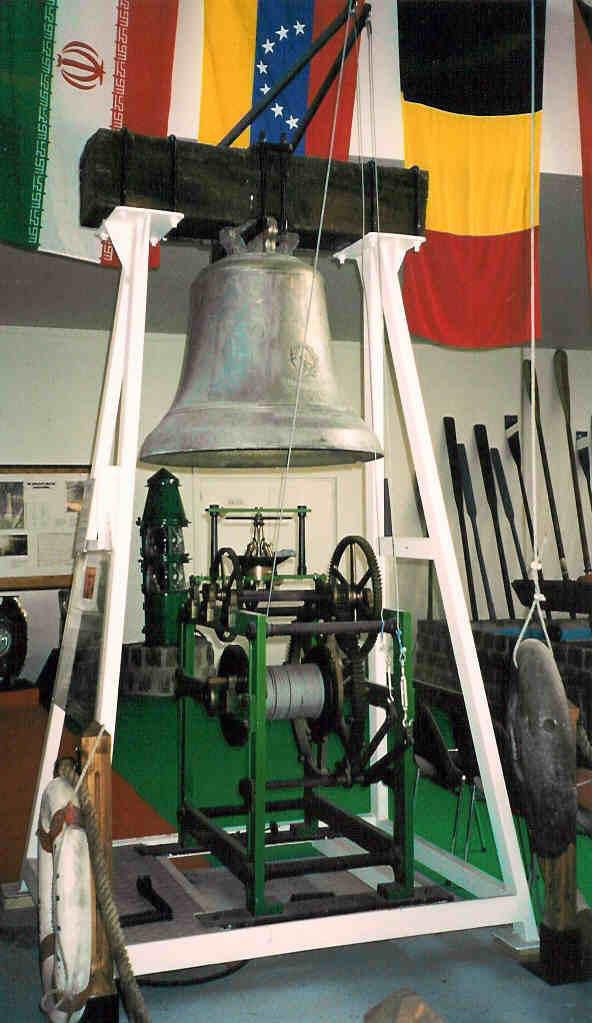
Fog warning bell, formerly located in the estuary of the Risle
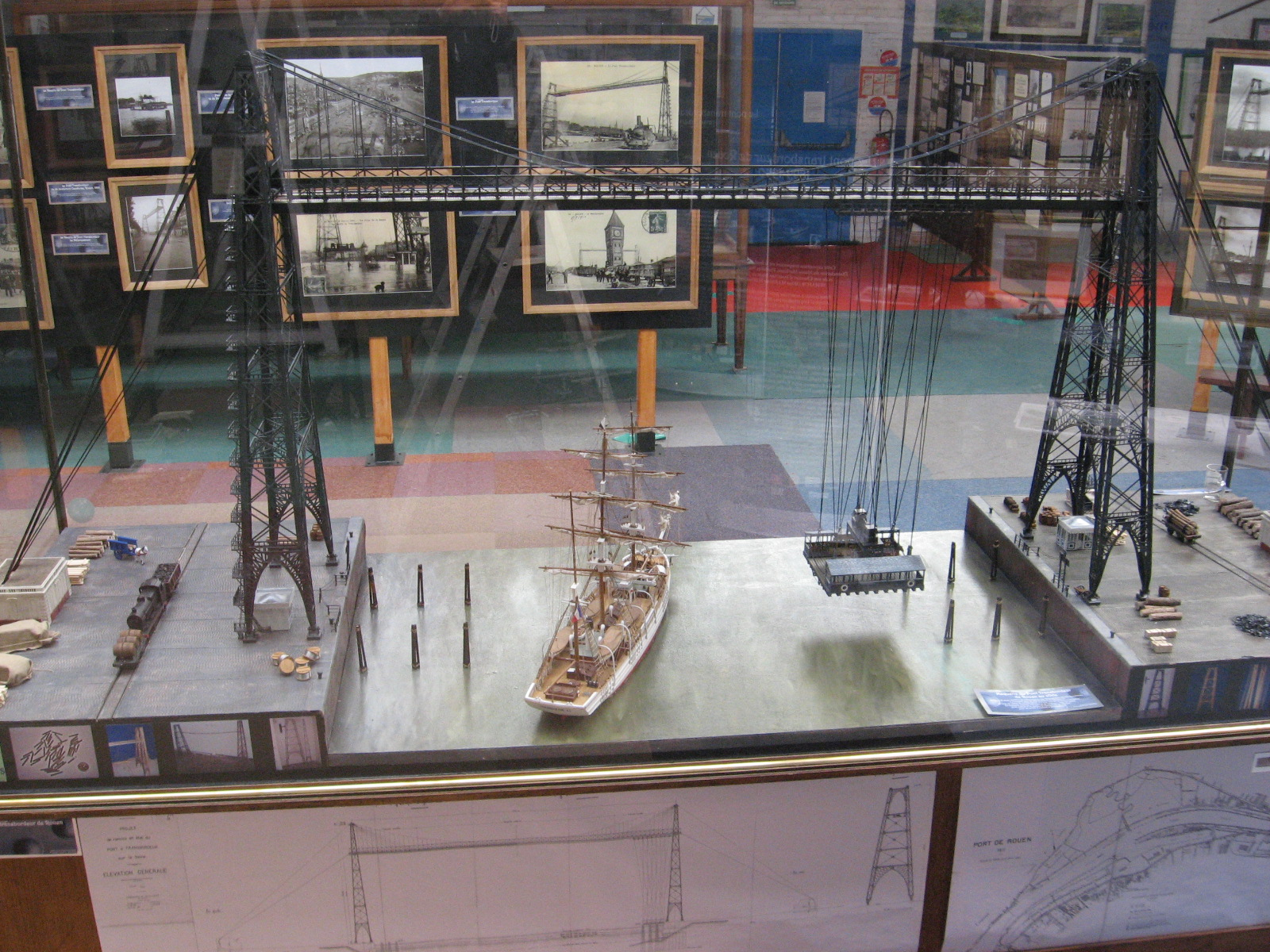
Model of the Rouen transporter bridge
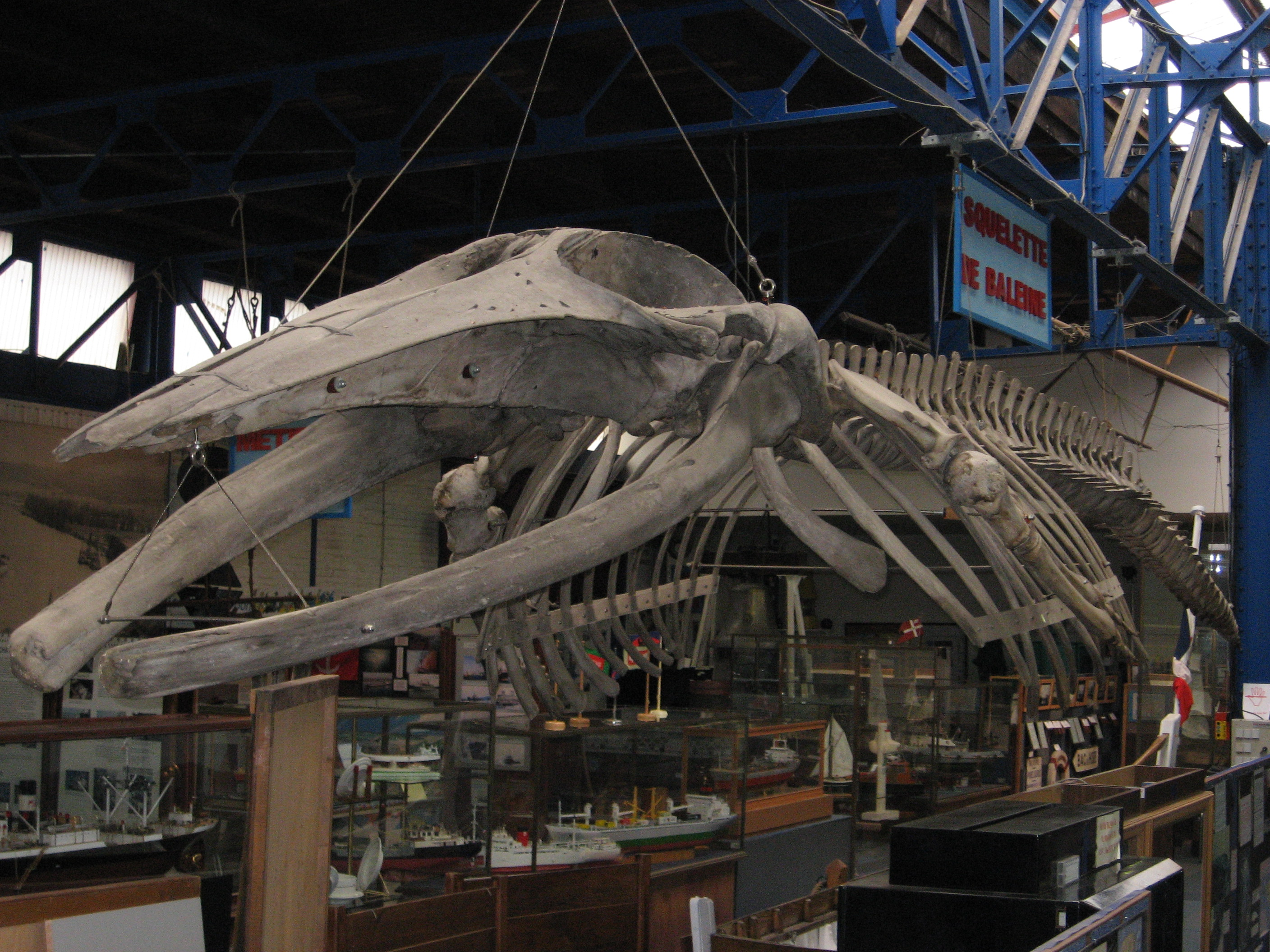
Whale skeleton
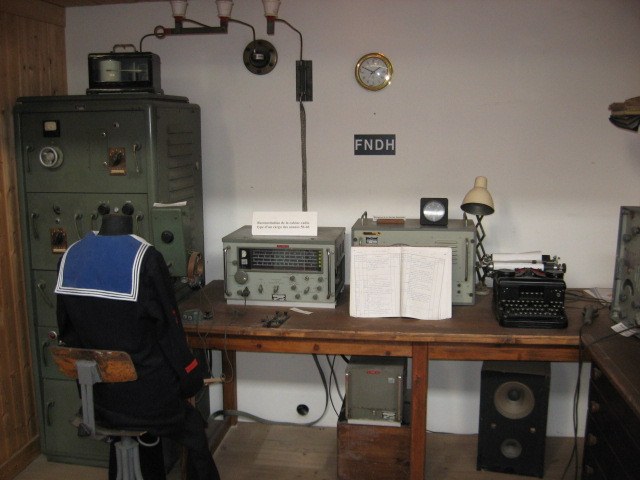
Reproduction of the radio cabin of a 1960s ship
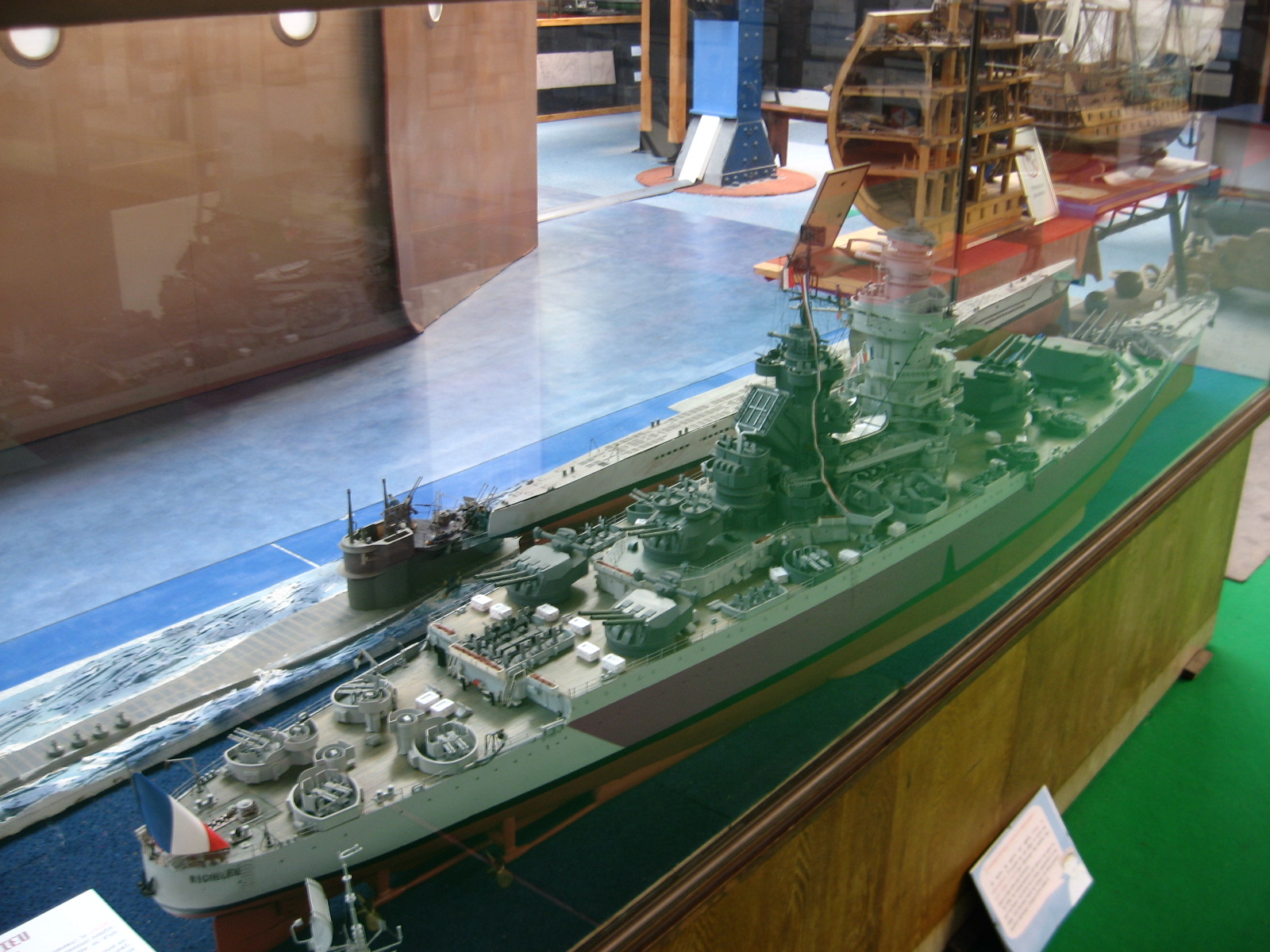
Model of the 1939 French battleship نبردناو ریشیلیو
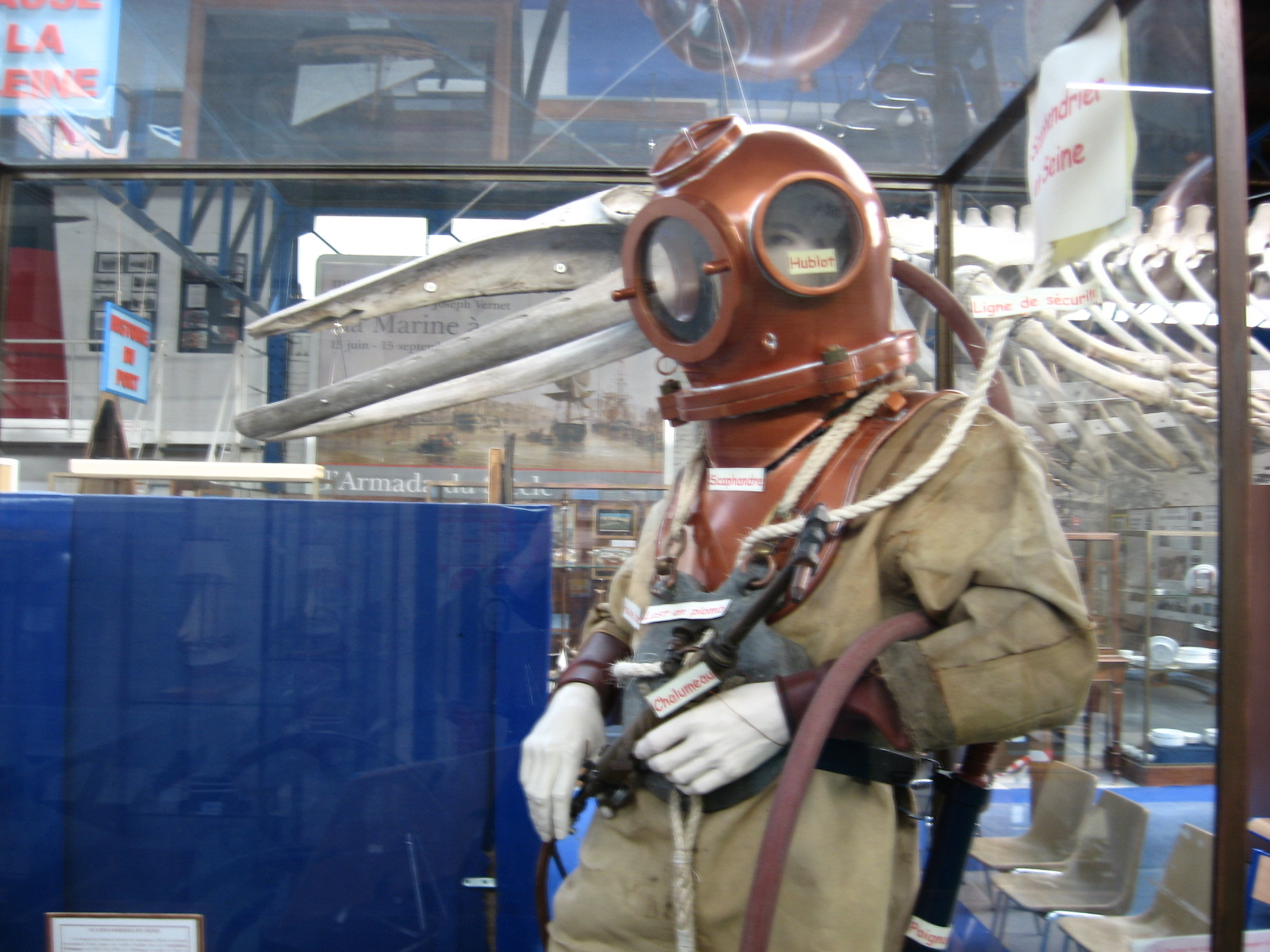
Diving gear